# Yusuf Abdioğlu
Yusuf Abdioğlu (* 14. Oktober 1989 in Of) ist ein türkischer Fußballspieler.

## Spielerkarriere
Abdioğlu durchlief die Nachwuchsabteilungen von Samsun Telekomspor und Tekkeköy Belediyespor und begann seine Profikarriere 2010 beim Viertligisten Lüleburgazspor. Hier etablierte er sich auf Anhieb als Stammspieler und absolvierte nahezu alle Pflichtspiele seiner Mannschaft. Zur Saison 2011/12 wechselte er zum Klub seiner Heimatstadt Of, zum Drittligisten Ofspor. Bei diesem Verein verweilte er nur eine Saison und heuerte anschließend beim Ligarivalen Nazilli Belediyespor an. Hier spielte er in zwei Spielzeiten unangefochten als Stammspieler.
Zur Saison 2014/15 wechselte er in die TFF 1. Lig zum Aufsteiger Altınordu Izmir. Im Sommer 2017 wechselte er gemeinsam mit seinem Teamkollegen Arif Morkaya innerhalb der Liga zum Aufsteiger MKE Ankaragücü.
Zur Saison 2018/19 wechselte Abdioğlu zum Zweitligaaufsteiger Hatayspor.